# Кършевица
Кршевица (на сръбски: Кршевица или Krševica) е село в община Буяновац, Пчински окръг, Сърбия.

## История
В края на XIX век Кършевица е село в Прешевска кааза на Османската империя. Църквата „Свети Георги“ е от 1869 година. Според статистиката на Васил Кънчов („Македония. Етнография и статистика“) от 1900 година Кършевица е населявано от 540 жители българи християни. Според патриаршеския митрополит Фирмилиан в 1902 година в Кършевица има 91 сръбски патриаршистки къщи.

## Преброявания
- 1948 – 778
- 1953 – 754
- 1961 – 696
- 1971 – 622
- 1981 – 542
- 1991 – 549
- 2002 – 486

## Етнически състав
(2002)
- 480 (98,76%) – сърби
- 1 (0,20%) – руснаци
- 1 (0,20%) – югославяни
- 1 (0,20%) – неизвестни